# Alexander Enberg
Alexander Philipp Enberg (* 5. April 1972) ist ein US-amerikanischer Filmschauspieler.
Er ist der Sohn der Filmproduzentin Jeri Taylor und des Sportreporters Dick Enberg. Enberg wurde vor allem durch die Serie Star Trek: Voyager (1998–2001) bekannt, in der er Fähnrich Vorik spielte.

## Filmografie (Auswahl)
- 1992: Blossom (Fernsehserie, eine Folge)
- 1992;1994: Raumschiff Enterprise: Das nächste Jahrhundert (Star Trek: The Next Generation, Fernsehserie, zwei Folgen)
- 1993: Superman – Die Abenteuer von Lois & Clark (Lois & Clark: The New Adventures of Superman, Fernsehserie, eine Folge)
- 1998: V.I.P. – Die Bodyguards (V.I.P., Fernsehserie, eine Folge)
- 1998: New York Cops – NYPD Blue (NYPD Blue, Fernsehserie, eine Folge)
- 1998–2001: Star Trek: Raumschiff Voyager (Star Trek: Voyager, Fernsehserie, 9 Folgen)
- 2001: America’s Sweethearts
- 2002: Air Panic (Panic)

Videospiele
- 2000: Star Trek: Voyager – Elite Force (Sprechrolle)
- 2001: Star Trek: Away Team (Sprechrolle)
- 2003: Star Trek: Elite Force II (Sprechrolle)